# Fitobentos
Em biologia marinha e limnologia, chama-se fitobentos ao conjunto dos organismos autotróficos que vivem no substrato dos ecossistemas aquáticos - muitos tipos de algas e as plantas aquáticas enraizadas. 
Tal como o fitoplâncton, o fitobentos tem um importante papel na produção primária, não só dos próprios ecossistemas aquáticos, mas também na produção de oxigênio para a atmosfera.
Para além disso, o fitobentos serve de alimento a muitos animais aquáticos. As plantas enraizadas também podem servir de refúgio a muitos animais e suas larvas e juvenis.
Outro papel importante do fitobentos é na colonização de substratos novos, como por exemplo um recife artificial ou uma região do fundo que tenha sido devastada por um ciclone, por um aluímento ou por motivos antropogénicos. Os primeiros organismos a fixarem-se são bactérias e algas microscópicas, principalmente do grupo das diatomáceas, que formam um filme orgânico onde se podem alimentar e fixar-se outros organismos.
As bactérias, no entanto, não são incluídas no bentos, pois constituem uma comunidade separada - a microbiota aquática.
```
Nota: as palavras 
bentos
, 
nécton
, 
plâncton

e as palavras compostas destas não têm plural.
```